# Lagpas: Ikaw, ano'ng trip mo?
Lagpas: Ikaw, ano'ng trip mo? è un film del 2010 diretto da Hedji Calagui.

## Trama
Un giovane gay che vive con altri ragazzi viene coinvolto in una rete di droga ed inganni. 